# Nanaimo
Nanaimo è una città del Canada, situata sull'Isola di Vancouver, nella provincia della Columbia Britannica.
In quanto al numero di abitanti (78.692 al censimento canadese del 2006) è la seconda città dell'Isola di Vancouver.

## Amministrazione

### Gemellaggi
- Saitama, dal 1996